# Poreč
La ciudad de Parenzo o Poreč (en croata: Grad Poreč; en italiano Città di Parenzo;en latín, Parens o Parentium; alemán arcaico: Parenz; griego antiguo: Pàrenthos, Παρενθος) es una ciudad y municipio en la costa occidental de la península de Istria, en el condado de Istria (Croacia). Su alcalde es Edi Štifanić, de la Asamblea Democrática de Istria (IDS). Tiene una superficie de 139 km², con una línea de costa de 37 kilómetros de largo que va desde el río Mirna cerca de Novigrad hasta Funtana y Vrsar  en el sur.
Su población (en 2001) era de 17 460 habitantes, residentes, sobre todo, en las afueras, con una densidad de población es de 126 habitantes por km². Su principal monumento es la Basílica Eufrásica, del siglo VI, lugar declarado Patrimonio de la Humanidad en 1997.
Poreč-Parenzo tiene una antigüedad de casi 2000 años y se asienta alrededor de una bahía protegida del mar por la pequeña isla de San Nicolás (Sveti Nikola).

## Clima
Situada en la costa occidental de Istria y refrescada por brisas marinas, el clima local es relativamente suave y libre del opresivo calor del verano. El mes de julio es el más cálido, con un máximo de temperatura del aire de 30°C en condiciones de baja humedad, mientras que enero es el más frío con una temperatura media de 6 °C. Tiene más de 2400 horas de insolación anuales, con una media superior a 10 horas de sol durante los días de verano. Las temperaturas del mar pueden alcanzar 28 °C, más altas de lo que podría esperarse en comparación con la costa de la Croacia meridional, mientras que las temperaturas del aire son más altas. La pluviosidad anual de 920 mm se distribuye con regularidad a lo largo del año, salvo en julio y agosto, que son muy secos. Los vientos aquí son el Bora, que trae tiempo frío y claro del norte en el verano, y el cálido siroco del Mediterráneo de componente sur, que trae lluvia. La brisa de verano que sopla de la tierra hacia el mar se llama maestral.

## Características físicas
La cueva de Baredine, el único monumento geológico abierto en Istria, está cercana. Las estalagmitas de la cueva son conocidas por sus curiosas formas. Una se dice que se parece a la Virgen María, otra a la Torre inclinada de Pisa. La bahía de Lim es un canal tipo fiordo de 12 kilómetros de largo, creado por el río Pazinčica erosionando el terreno en su camino hacia el mar. Ocasionalmente se encuentran aquí cantos rodados de cuarzo expuestos al mar.
El paisaje es rico en vegetación mediterránea, con bosques de pino y verdes arbustos, mayormente de encina y madroño. Durante generaciones, la fértil tierra de color rojo sangre, llamada (Crljenica), se ha destinado a la agricultura, siendo las principales cosechas las de cereales, huertos, olivos y diversas hortalizas. Actualmente la producción de comida orgánica es significativa, incluyendo aceitunas, uvas y vinos de calidad como el Malvazija, Borgonja, Merlot, Pinot, Cabernet Sauvignon y Teran.

## Transporte
El tráfico por carretera es la principal forma de transporte. Parenzo está bien comunicado con el resto de Istria y con las ciudades más grandes: como Trieste, Rijeka, Liubliana y Zagreb. El aeropuerto comercial más cercano se encuentra en Pula (Pola). El tráfico marítimo es menos importante hoy de lo que lo fue en los siglos anteriores. Actualmente, se dedica principalmente para excursiones turísticas. La estación de tren más cercana está en Pazin (Pisino), que es la sede de la autoridad local de la provincia de Istria. Entre 1902 y 1937, se creó la Parenzana una línea de ferrocarril de vía estrecha conectada a la ciudad de Trieste.

## Economía
Tradicionalmente, las actividades económicas han estado siempre ligadas a la tierra y el mar. La única industria importante en la zona es la elaboración de alimentos, pero la integración de Croacia en la economía europea ha conducido a Porec al crecimiento de los sectores del comercio, las finanzas y la comunicación Sin embargo, la principal fuente de ingresos es el turismo.
Los precios inmobiliarios son muy altos en los barrios principales de la ciudad.

## Demografía
Según el censo de 2011, los principales grupos étnicos en Parenzo son: croatas (74,8%), italianos (3,2%), serbios (3,4%) y albaneses (2,7%).

## Lugares de interés
El plano de la ciudad aún muestra la antigua estructura romana de castrum. Las calles principales son el Decumano y el Cardo máximo, que aún se conservan en su forma original. Marafor es una plaza romana con dos templos unidos. Uno de ellos, erigido en el siglo I, está dedicado al dios romano Neptuno. Sus dimensiones son de 30 por 11 m, y se consideró el más grande de Istria.
Se conservan algunas casas de la época romana, como la Casa Románica, la Casa de los Dos Santos o la Casa Parroquia, así como bellos palacios góticos venecianos. Destacan el Palacio Sinčic y el Palacio Zuccato. Originalmente una iglesia gótica franciscana en el siglo XIII, la sala de la Dieta Istriana fue remodelada en estilo estilo barroco en el siglo XVIII.
La Basílica Eufrásica, reconstruida en el siglo VI bajo el Imperio Bizantino y el obispo Eufrasio, es el sitio histórico más importante en la antigua Parenzo. Es Patrimonio de la Humanidad protegido, designado como tal por la UNESCO en 1997. Entre los siglos XII y XIX, la ciudad tenía murallas defensivas, como las que aún pueden verse en la más conocida Dubrovnik (antigua Ragusa). De estas murallas, todavía se conservan tres torres: la Torre Redonda, la Torre Pentagonal y la Torre Norte, que es la que peor conservada está.

## Turismo
En 1844 la compañía naval austriaca Lloyd abrió una línea turística que sirve en Porec-Parenzo. La primera guía turística que describe y representa la ciudad fue impresa ya en 1845. El hotel más antiguo es el Costa Azul, construido en 1910. Más tarde llegaron el Porestina y otros.
Hoy en día, la infraestructura turística se dispersa a lo largo de los 37 km de costa, entre el río Mirna y el profundo valle Lim. El sur alberga centros autónomos como la Laguna Plava (Laguna Azul), la Laguna Zelena (Laguna Verde), Tivat Uvala (Cala Blanca) y Brulo. Al norte, los centros de interés son Materada, Červar, Porat, Ulika y Lanterna. En temporada alta, el área posee una población temporal que sobrepasa los 120 000 habitantes.
El patrimonio de Parenzo se puede ver en el centro histórico de la ciudad, en los museos y galerías alojadas en las casas y palacios, muchos de ellos aún viviendas particulares. En la temporada baja, visitan la zona visitantes de fin de semana de Croacia, Eslovenia, Austria e Italia. Hay complejos deportivos que se utilizan durante todo el año.

## Naturales notables
- Korado Korlević, astrónomo.
- Giuseppe Picciola, poeta (1859-1907).
- Giuseppe Pagano, arquitecto (1896 - 1945).
- Mario Visintini, Comandante de la Real Fuerza Aérea (1913-1941).
- Licio Visintini, hermano de Mario Visintini, miembro de la Flotilla de élite ud. MAS 10 (1915-1942).

## Ciudades Hermanadas
- Siofok, Hungría.
- Massa Lombarda, Italia.
- Poing, Alemania.